# Edward Fuglø

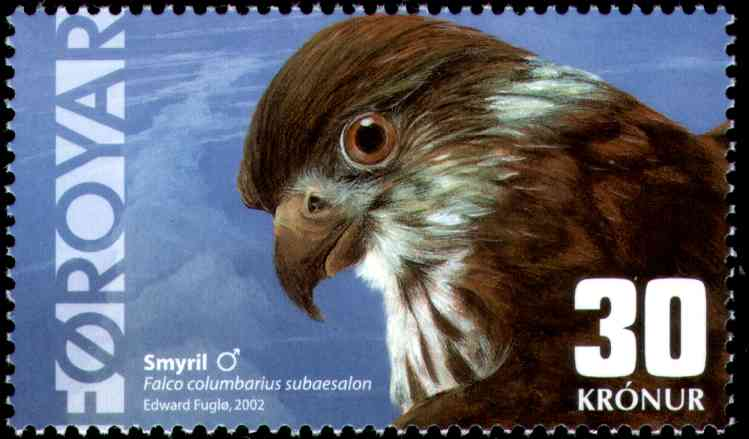
Zweitschönste Briefmarke des Jahres 2002 in Europa: Der Merlin von Edward Fuglø (Postverk Føroya FO 427).

Edward Fuglø (* 1965 in Klaksvík, Färöer) ist ein färöischer Maler, Grafiker, Bühnenbildner und Briefmarkenkünstler.

## Leben
Der Familienname Fuglø stammt von der Insel Fugloy und ist die dänische Schreibweise. Edward Fuglø studierte 1987–1991 an der Dänischen Schule für Kunst, Handwerk und Design in Kopenhagen. Er gestaltete das Bühnenbild für diverse Theater- und Filmproduktionen auf den Färöern, Island und in Dänemark.
Für den ersten färöischen Spielfilm Bye Bye Bluebird entwarf er die Kostüme und die Szenographie. Die Kostüme wurden 2000 für den Robert Prisen (dänischer Filmpreis) nominiert.
Auf den Färöern, Island, in Dänemark und den Niederlanden ist Fuglø auch als Buchillustrator bekannt. Darüber hinaus ist er einer der aktuellen Briefmarkenkünstler des Postverk Føroya.
Eine andere Seite von ihm ist die Malerei. Sein Stil ist neorealistisch mit mythischen Obertönen, in denen er über das Dasein philosophiert.
2007 hatte Fuglø sein Debüt als Autor mit dem färöischen Kinderbuch Apollonia, das von einer alten Näherin am Theater erzählt, die sich eines Tages heimlich als Shakespeares Ophelia (Hamlet) verkleidet plötzlich auf der Bühne sieht. Nur drei Wochen nach der Veröffentlichung wurde es für den Kinderliteraturpreis 2008 des Westnordischen Rats
nominiert.

## Auszeichnungen
- Kinderbuchpreis der Färöer 1995
- Kinderbuchpreis des Nordischen Rats 2001 für sein bisheriges Gesamtwerk als Kinderbuchillustrator
- Schönste Briefmarke Europas (Platz 2) 2002
- Nominierung zum Kinderbuchpreis des Westnordischen Rats 2008

## Werk

### Als Buchillustrator
(Auswahl)

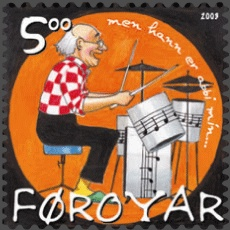
Illustration zum Kinderlied Hon er omma mín von Steintór Rasmussen (Postverk Føroya, FO 447, 2003).

- Sigurð Joensen: Bókstavirnir. Tórshavn: Føroya lærarafelag, 1995. ISBN 99918-1-003-X (Schulbuch auf Färöisch über das Alphabet)
- Erling Poulsen: Mangt er millum himmal og jørð. Tórshavn: Føroya lærarafelag, 1995. ISBN 99918-1-014-5 (Erinnerungen auf Färöisch)
- Oddvør Johansen: Kongsdóttirin í Nólsoy. Tórshavn: Føroya lærarafelag, 1996. ISBN 99918-1-080-3 (Kinderbuch auf Färöisch)
- Rakel Helmsdal: Drekar og annað valafólk : 5 ævintýr. Tórshavn: Føroya lærarafelag, 1998. ISBN 99918-1-152-4 (Kinderbuch auf Färöisch)
- Dorete Bloch: Villini súgdjór í Útnorðri Tórshavn: Føroya skúlabókagrunnur, 1999. ISBN 99918-0-189-8 (Biologie-Sachbuch auf Färöisch über die wilden Säugetiere auf den nordwestatlantischen Inseln)
- William Heinesen: Det vingede mørke. Kopenhagen: Gyldendal, 2000 ISBN 87-00-46268-3 (Kinderbuch auf Dänisch)
  - William Heinesen: Veingjaða myrkrið. (aus dem Dänischen von Gunnar Hoydal). Tórshavn: Føroya lærarafelag, 2000. ISBN 99918-1-200-8 (färöische Übersetzung)
  - William Heinesen: Vængjað myrkur. Reykjavík: Mál og menning, 2000. ISBN 9979-3-1988-7 (isländische Übersetzung)
- Árni Dahl (Hrsg.): Vinmenn. Tórshavn: Føroya lærarafelag, 2001. ISBN 99918-1-256-3 (Schulbuch, alte färöische Balladen)
- Úlfur Hjörvar: Sjö sögur. Reykjavík: Nokkrar konur í Reykjavík, 2002. ISBN 9979-60-794-7 (Kurzgeschichten auf Isländisch)
- Steintór Rasmussen: Kular røtur. Tórshavn: Føroya skúlabókagrunnur, Føroya lærarafelag, 2005. ISBN 99918-1-468-X (Kinderlieder auf Färöisch)
- Henry Schultz, Benny Syberg, Ivan Christensen: Skygni 2B : støddfrøði. Tórshavn: Føroya skúlabókagrunnur, 2007 (Mathe-Schulbuch für die 2. Klasse, aus dem Dänischen übersetzt)

### Als Schriftsteller und Illustrator
- Apollonia. Føroya lærarafelag, 2007 (Kinderbuch auf Färöisch) ISBN 978-99918-1-573-2

## Sekundärliteratur
- Rakel Helmsdal: „Framsýningin Monologar hjá Edvard Fuglø í Listaskálanum“. In: Sosialurin 2000, Nr. 39, S. 11. (Ausstellungskritik auf Färöisch)
- Malan Marnersdóttir: Faroese art = Færøsk kunst = Føroysk list : 14 artists from the Faroes. Tórshavn: Norðurlandahúsið í Føroyum, 2001. ISBN 99918-50-99-6 (Englisch, Dänisch, Färöisch)
- Carl Jóhan Jensen: „Hugflogið eitt skýggj av myndum og formum“. Gespräch mit Edward Fuglø. In: Fregnir, 2001 (26. Oktober 2001, S. 13)  (auf Färöisch anlässlich des Kinderbuchpreises des Nordischen Rats)
- Anna V. Ellingsgaard: „List - eitt barnsligt spæl.“ Gespräch mit Edward Fuglø. In: Fregnir, 2003 (3. Oktober 2003, S. 8–9) (Färöisch)
- Dagny Joensen: „List er ætlað“. Gespräch mit Edward Fuglø, In: Dimmalætting, 2. Juni 2006, S. 20–21
- Nina Damsgaard: Femten færinger i Vejle. Vejle Kunstmuseum, 2007. (Ausstellungskatalog auf Dänisch: „Fünfzehn Färinger in Vejle“)